# Varese Calcio Società Sportiva Dilettantistica
Varese Calcio Società Sportiva Dilettantistica A.R.L. foi um clube de futebol da Itália. Foi fundado no dia 22 de Março de 1910, na cidade de Varese.

## Escudos Antigos

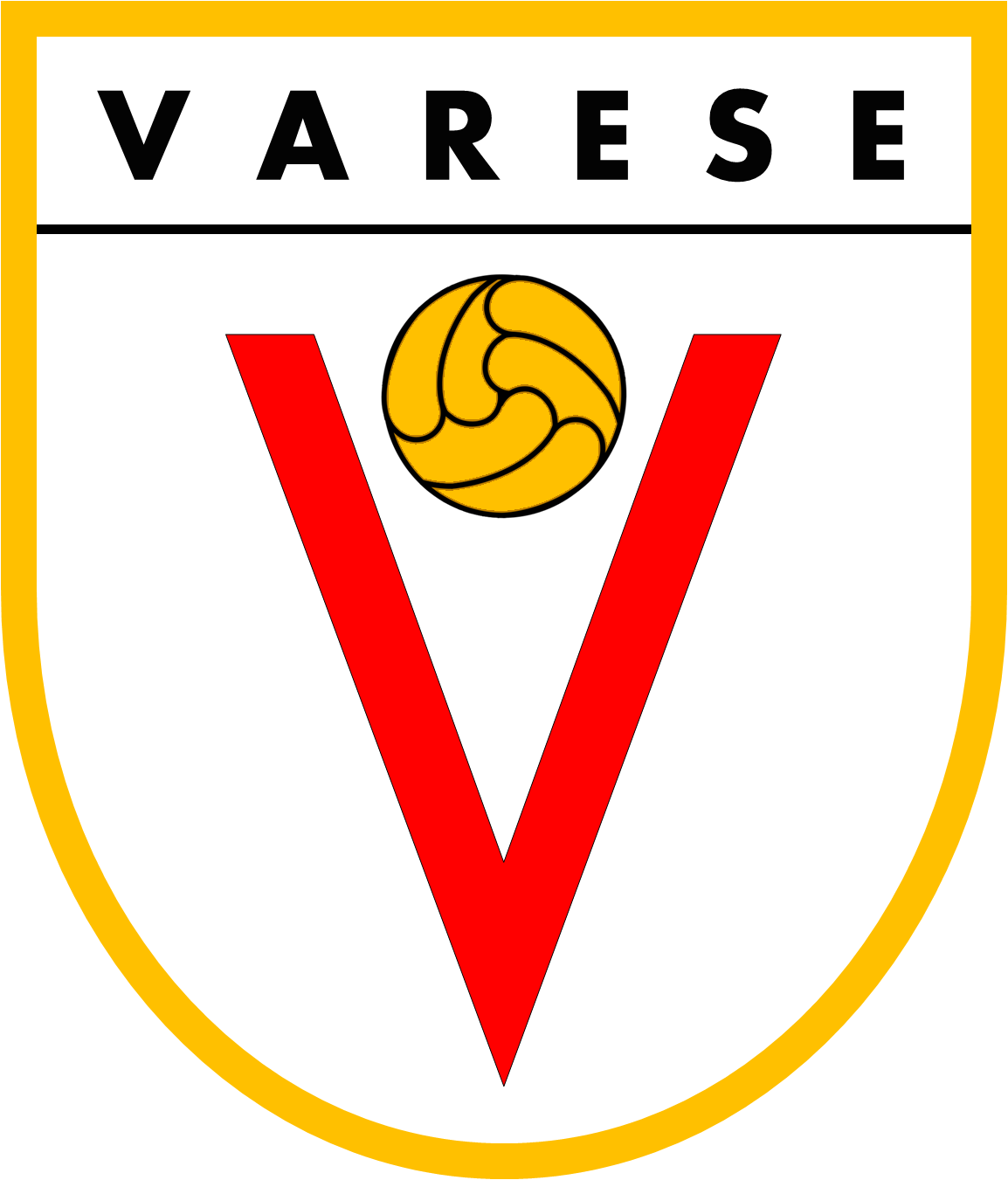
1964-1965
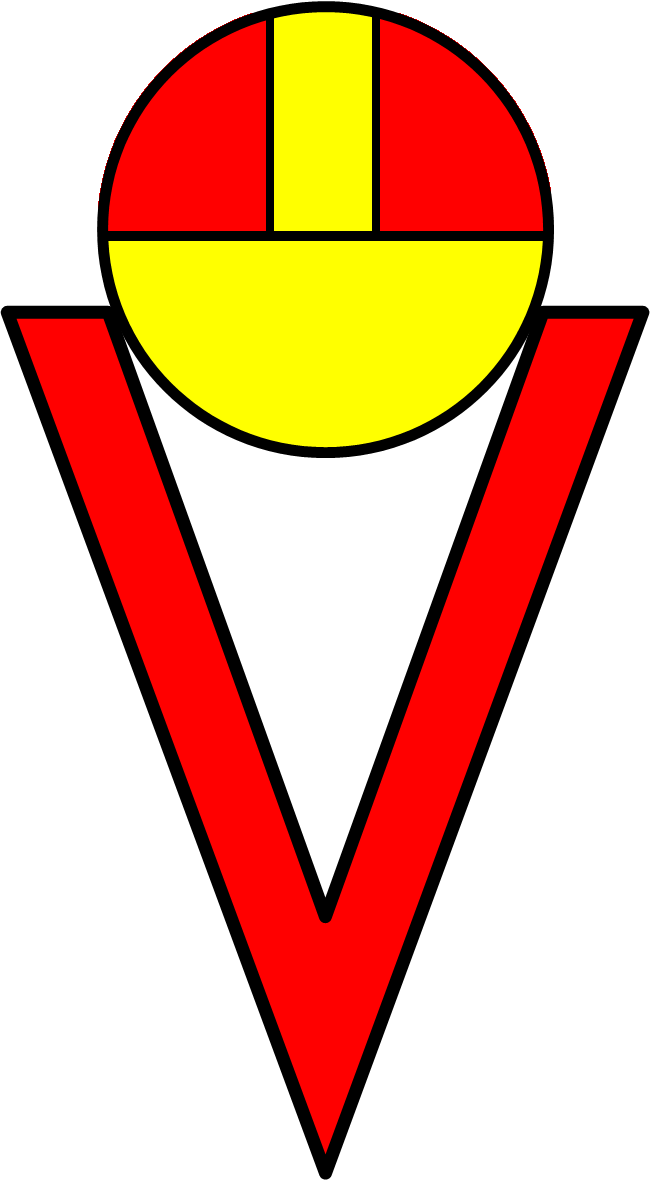
1965-1966
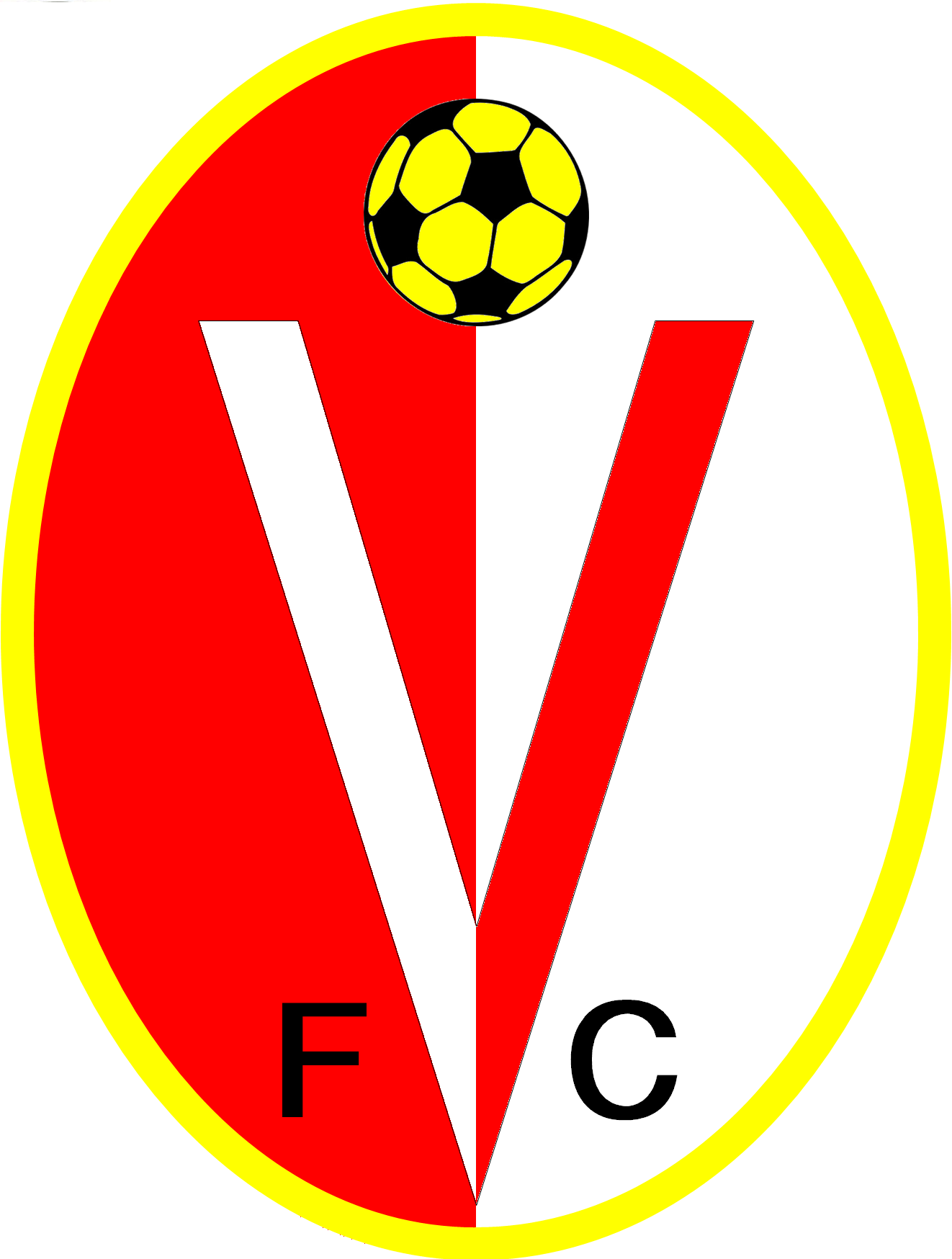
1969-1970
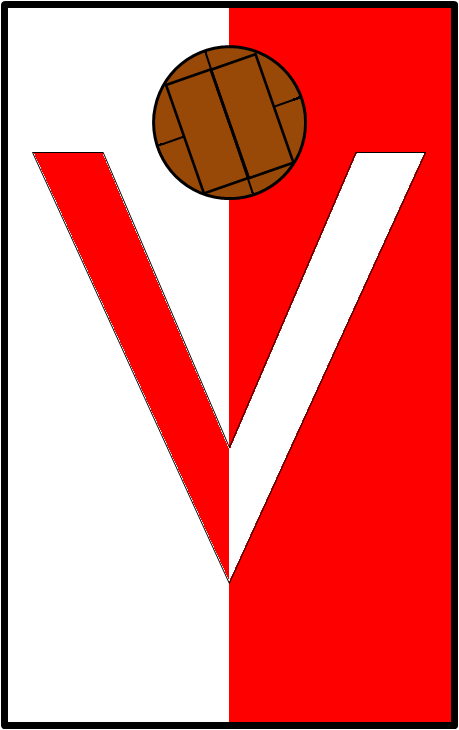
1969-1970
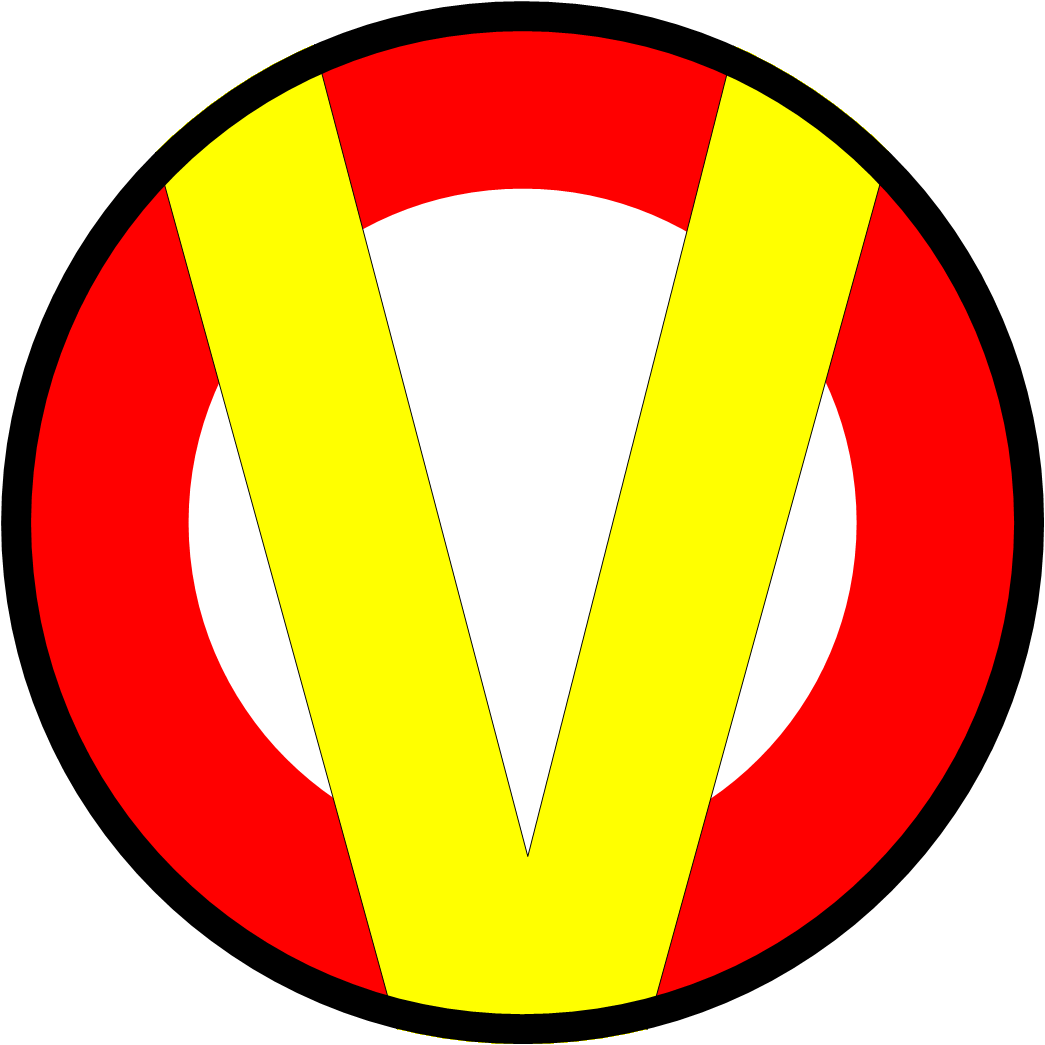
1971-1972
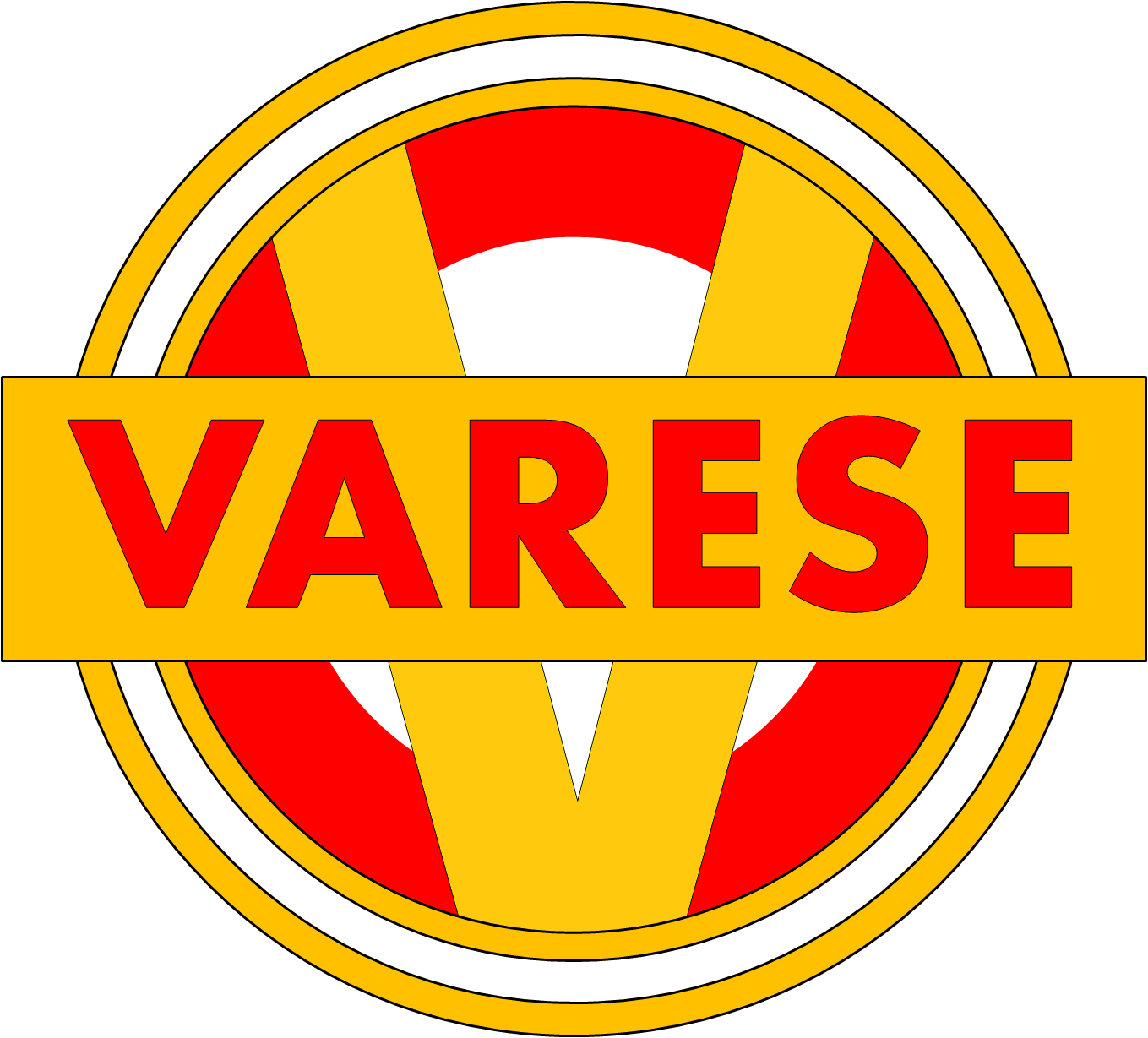
1979-1980

## Futebolistas famosos
1. ↑  Franzetti, Damiano (11 de julho de 2019). «Il Calcio Varese morirà di lunedì». VareseNews (em italiano). Consultado em 13 de dezembro de 2023